# 福崎北ランプ
福崎北ランプ（ふくさききたランプ）は、兵庫県神崎郡福崎町にある播但連絡道路のランプである。
福崎南TB、福崎北ランプ間は6車線、福崎北ランプ、福崎北TB間は4車線であり、内側2車線は姫路方面と和田山IC方面とを直通で結び、外側車線が中国自動車道福崎ICとの接続道路となっている。

## 接続する道路
- 直接接続
  - 兵庫県道23号三木宍粟線
- 間接接続
  - 国道312号

## 周辺
- 柳田國男生家・記念館
- 福崎町役場

## 隣
E95 播但連絡道路
(9) 福崎IC - (8) 福崎北ランプ - 福崎北TB - (9) 市川南ランプ